# Jerzy Bończak (generał)
Jerzy Bończak (ur. 25 maja 1928 w Zawidzu Kościelnym, zm. 30 września 1988 w Warszawie) – generał brygady Wojska Polskiego, profesor medycyny, szef Służby Zdrowia WP, przewodniczący Zarządu Głównego Polskiego Czerwonego Krzyża.

## Życiorys
Do wybuchu wojny w 1939 skończył 5 klas szkoły powszechnej w Goleszynie, po wojnie skończył liceum w Sierpcu, w 1947 wstąpił do WP i podjął studia na Wydziale Lekarskim Uniwersytetu Warszawskiego. 1 sierpnia 1952 uzyskał dyplom lekarza medycyny Akademii Medycznej w Warszawie. Lekarz 1 batalionu saperów, od jesieni 1953 pełnił służbę w Oddziale Służby Zdrowia Warszawskiego Okręgu Wojskowego na stanowisku szefa wydziału. W latach 1961–1962 był słuchaczem Wojskowej Akademii Medycznej im. Kirowa w Leningradzie. W czerwcu 1965 został doktorem nauk medycznych.
W styczniu 1968 został zastępcą szefa, a w grudniu 1970 szefem Oddziału Służby Zdrowia – zastępcą kwatermistrza Warszawskiego Okręgu Wojskowego w Warszawie. W grudniu 1971 uzyskał stopień doktora habilitowanego nauk medycznych w zakresie higieny. Od 30 stycznia 1973 zastępca szefa Służby Zdrowia WP. Od 20 stycznia 1975 komendant Wojskowej Akademii Medycznej w Łodzi. W 1977 ukończył Wieczorowy Uniwersytet Marksizmu-Leninizmu dla kierowniczej kadry Instytucji Centralnych MON i akademii wojskowych. W październiku 1977 w Belwederze I sekretarz KC PZPR Edward Gierek wręczył mu akt mianowania na stopień generała brygady. 31 lipca 1978 został szefem Służby Zdrowia WP i zastępcą Głównego Kwatermistrza WP, a 18 listopada 1982 komendantem Wojskowego Instytutu Higieny i Epidemiologii w Warszawie. W czerwcu 1978 został profesorem nadzwyczajnym, a w styczniu 1986 profesorem zwyczajnym nauk medycznych. Od listopada 1984 przewodniczący Zarządu Głównego Polskiego Czerwonego Krzyża.
Założyciel (1967) i redaktor naczelny „Problemów Sanitarnych”, zastępca redaktora naczelnego „Zdrowia Publicznego” (od 1984). Członek Polskiego Towarzystwa Higienicznego (od 1960), Stowarzyszenia Dziennikarzy PRL, Rady Ochrony Środowiska (od 1984), członek Zarządu Głównego Polskiego Towarzystwa Lekarskiego (od 1983). Autor ok. 220 prac naukowych m.in. z zakresu medycyny zapobiegawczej. Delegat na VII Zjazd Polskiej Zjednoczonej Partii Robotniczej (1975).
Interesował się literaturą piękną i historią. Napisał ok. 500 fraszek.
Zmarł na zawał. Pochowany na wojskowych Powązkach (kwatera 4B-7-22); w pogrzebie w imieniu władz wziął udział wicepremier Józef Kozioł i minister obrony narodowej gen. armii Florian Siwicki.

## Awanse
- porucznik - 1952
- kapitan - 1955
- major - 1960
- podpułkownik - 1963
- pułkownik - 1968
- generał brygady - 1977

## Odznaczenia i nagrody
- Order Sztandaru Pracy II klasy

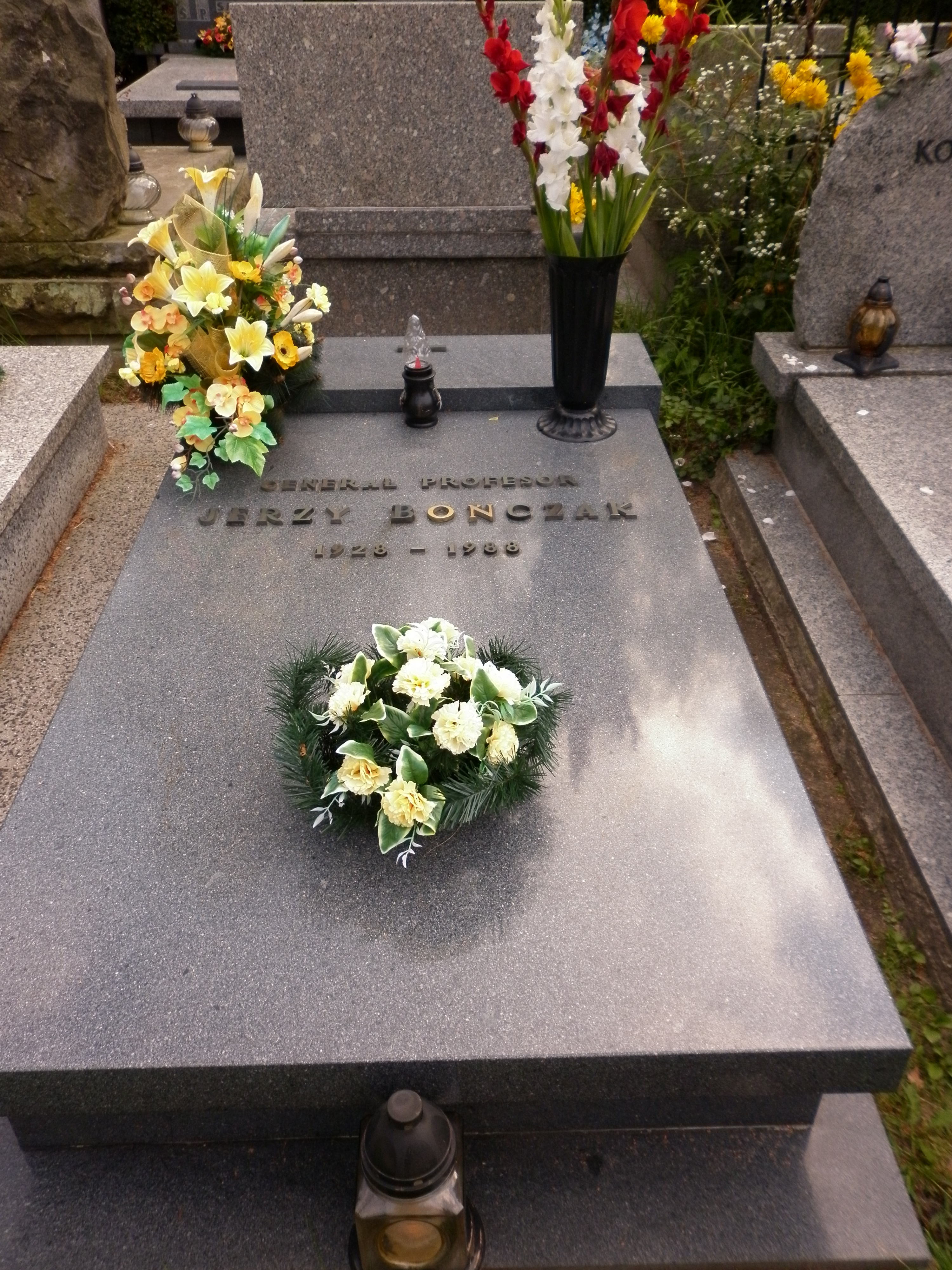

- Krzyż Komandorski Orderu Odrodzenia Polski (1977)
- Krzyż Kawalerski Orderu Odrodzenia Polski (1969)
- Złoty Krzyż Zasługi (1966)
- Złoty Medal „Siły Zbrojne w Służbie Ojczyzny” (1969)
- Srebrny Medal Siły Zbrojne w Służbie Ojczyzny
- Złoty Medal Za zasługi dla obronności kraju (1975)
- Srebrny Medal Za zasługi dla obronności kraju
- Brązowy Medal Za zasługi dla obronności kraju
- Medal Komisji Edukacji Narodowej (1974)[3]
- Medal 30-lecia Polski Ludowej
- Medal 40-lecia Polski Ludowej
- Medal jubileuszowy „60 lat Sił Zbrojnych ZSRR” (1978)
- Odznaka tytułu honorowego „Zasłużony Lekarz PRL”
- Nagroda „Złote Pióro” (1979)